# Модин, Борис Фёдорович
Борис Фёдорович Модин (1920—1943) — советский офицер-сапёр во время Великой Отечественной войны, Герой Советского Союза (16.05.1944, посмертно). Майор (1943).

## Биография
Борис Модин родился 19 мая 1920 года в деревне Кольдино (ныне — Муромский район Владимирской области). Окончил среднюю школу. В 1938 году Модин был призван на службу в Рабоче-крестьянской Красной АрмииРабоче-крестьянскую Красную Армию. В 1941 году окончил ускоренный курс Московского военно-инженерного училища.
С сентября того же года — на фронтах Великой Отечественной войны. Воевал на Южном фронте, с августа 1942 года — в Черноморской группе войск Закавказского фронта, с февраля 1943 года — на Северо-Кавказском фронте. Участвовал в Донбасской оборонительной операции (октябрь 1941), Ростовской оборонительной и Ростовской наступательной операциях (ноябрь-декабрь 1941), оборонительных сражениях битвы за Кавказ (август-декабрь 1942 года). Проявил особую доблесть при обороне Новороссийска, за что был награждён своим первым орденом.
В октябре-декабре 1943 года командир 344-го отдельного сапёрного батальона 318-й стрелковой дивизии 20-го десантно-стрелкового корпуса Отдельной Приморской армии майор Борис Модин отличился во время Керченско-Эльтигенской операции. В ночь с 29 на 30 октября 1943 года батальон Модина переправился через Керченский пролив и высадился на побережье Керченского полуострова в районе посёлка Эльтиген (ныне — Героевское в черте Керчи), приняв активное участие в боях за захват и удержание плацдарма. Сапёры батальона успешно разминировали береговую полосу, обезвредив более двух тысяч мин, применив их против противника. На этих минах подорвалось не менее пяти немецких танков и штурмовых орудий. Во время боёв Модин принял на себя обязанности дивизионного инженера, организовывал строительство укреплений, блиндажей, заграждений, причалов. Лично сбил огнём из отремонтированной им же немецкой трофейной зенитной автоматической пушки 1 немецкий самолёт во время авианалёта на советские позиции на плацдарме. Во время немецкого штурма плацдарма 3-6 декабря 1943 года активно участвовал в отражении немецких атак. При прорыве десантников из кольца окружения в ночь на 7 декабря 1943 года лично уничтожил 1 пулемётную точку, но и сам погиб.
Указом Президиума Верховного Совета СССР от 16 мая 1944 года за «выполнение боевых заданий командования и проявленные мужество и героизм в боях с немецкими захватчиками» майор Борис Модин посмертно был удостоен высокого звания Героя Советского Союза.
Также был награждён двумя орденами Ленина (17.11.1943; 16.05.1944, посмертно) и орденом Красного Знамени (29.01.1943).
В честь Бориса Модина названа средняя школа № 28 в Муроме, на здании школы установлена мемориальная доска. В Окском парке Мурома установлена стела в честь Героя.